# Pensax
Pensax är en ort och civil parish i Storbritannien.   Den ligger i grevskapet Worcestershire och riksdelen England, i den södra delen av landet, 180 km nordväst om huvudstaden London. Pensax ligger 159 meter över havet och antalet invånare är 317.
Terrängen runt Pensax är platt. Runt Pensax är det ganska tätbefolkat, med 93 invånare per kvadratkilometer. Närmaste större samhälle är Worcester, 19,0 km sydost om Pensax. Trakten runt Pensax består till största delen av jordbruksmark.